# Lumacra kuenckeli
Lumacra kuenckeli är en fjärilsart som beskrevs av Franciscus J.M. Heylaerts 1901. Lumacra kuenckeli ingår i släktet Lumacra och familjen säckspinnare. Inga underarter finns listade i Catalogue of Life.